# Constantin Damianos
Constantin Damianos (* 2. Jänner 1869 in Wien; † 3. Juni 1953 in Graz) war ein österreichischer Maler und Radierer.

## Leben
Constantin Damianos wurde am 2. Jänner 1869 in Wien geboren. Der Vater war Demeter Constantin Damianos (1835–1897), Kanzler des griechischen Konsulats in Wien; Mutter Clara (ca. 1838–1901) war eine Tochter des Malers Matthäus Kern; Bruder Nikolaus war ein bekannter Mediziner. Nach seiner Gymnasialzeit absolvierte er eine Ausbildung an der Akademie in Wien (Porträt und Landschaften bei August Eisenmenger und Siegmund L’Allemand). Er erhielt den Schulpreis der Spezialschule für Landschaftsmalerei Lichtenfels und die Goldene Füger-Medaille 1897.
Zuerst lebte er freischaffend in Wien. Er war Mitglied des Künstlerhauses. 1900 wurde sein „Motiv aus Zwettl“ in der Künstlerhausausstellung in Wien von Kaiser Franz Joseph I. belobt. Ab 1902 lebte und arbeitete der Künstler in Graz und übernahm im selben Jahr die Malschule Langer mit bedeutendem Schülerkreis, darunter Oskar Stössel. Er war Mitglied der Genossenschaft Bildender Künstler und durch Jahre auch deren Vorstandsmitglied. Er unternahm große Studienreisen nach Italien, Dalmatien und Deutschland. Von 1916 bis 1918 war er Maler im österreichischen Kriegspressequartier, vorwiegend an der Isonzofront, danach lebte er wieder in Graz.

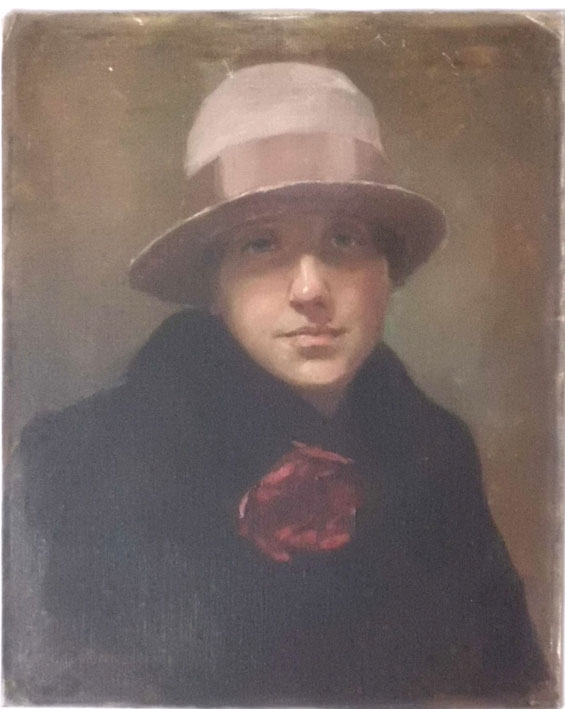
Hadwiga Benesch gemalt von Constantin Damianos

## Schaffen
Er benützte die verschiedensten Techniken (Öl, Aquarell, Pastell, Tempera, Elfenbeinmalerei, Radierung).
Zahlreiche seiner Arbeiten befinden sich in öffentlichem Besitz (Neue Galerie in Graz, Sammlungen der Stadt Graz, vieles in privatem Besitz, mehrere Bilder in der Liechtensteingalerie in Wien). 
Er war ein gesuchter Porträtmaler; so schuf er viele Porträts von Angehörigen des alten österreichischen Adels (Fürstinnen Jablonowska und Dietrichstein) und von Persönlichkeiten des kulturellen Lebens (Hans Kloepfer und Paula Grogger, 1927).
Die hier abgebildete Hadwiga Benesch (1903–1941) aus Graz war die jüngere Tochter von Johanna und Maximilian Benesch.

## Weblink
- Biografie von Constantin Damianos auf www.austria-lexikon.at